# Gruppe 4
|  | For hovedgruppe 4a, se Gruppe 14. |
Gruppe 4 er en gruppe grundstoffer i det periodiske system. Tidligere hed de undergruppe IVb.
Gruppen tilhører overgangsmetallerne
- Titan (atomnummer 22)
- Zirconium (atomnummer 40)
- Hafnium (atomnummer 72)
- Rutherfordium (atomnummer 104)

## Billedgalleri
- Titan
- Zirconium
- Hafnium

| Kemi | Spire Denne artikel om kemi er en spire som bør udbygges. Du er velkommen til at hjælpe Wikipedia ved at udvide den. |